# Cyprinodon

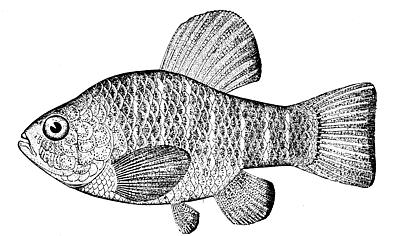
Cyprinodon variegatus.

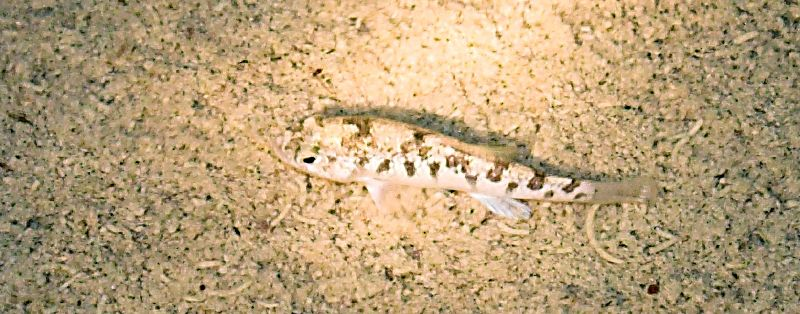
Cyprinodon eximius fotografiado en Texas, Estados Unidos.

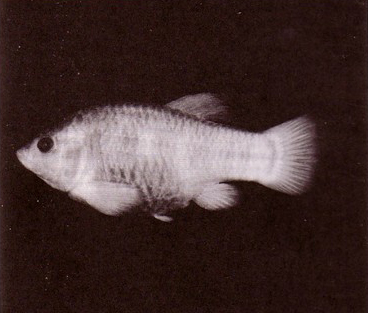
Cyprinodon nevadensis calidae (especie extinguida).

Cyprinodon, del griego clasico κυπρῖνος (kuprînos), "carpa", y ὀδούς (odoús), "diente", es un género de peces actinopterigios de agua dulce, distribuidos por ríos de América del Norte y América Central.

## Especies
Existen 49 especies reconocidas en este género:
- Cyprinodon albivelis Minckley y Miller, 2002
- Cyprinodon alvarezi Miller, 1976
- Cyprinodon arcuatus Minckley y Miller, 2002
- Cyprinodon artifrons Hubbs, 1936
- Cyprinodon atrorus Miller, 1968
- Cyprinodon beltrani Álvarez, 1949
- Cyprinodon bifasciatus Miller, 1968
- Cyprinodon bobmilleri Lozano-Vilano y Contreras-Balderas, 1999
- Cyprinodon bondi Myers, 1935
- Cyprinodon bovinus Baird y Girard, 1853
- Cyprinodon brontotheroides Martin y Wainwright, 2013
- Cyprinodon ceciliae Lozano-Vilano y Contreras-Balderas, 1993
- Cyprinodon dearborni Meek, 1909
- Cyprinodon desquamator Martin y Wainwright, 2013
- Cyprinodon diabolis Wales, 1930
- Cyprinodon elegans Baird y Girard, 1853
- Cyprinodon eremus Miller y Fuiman, 1987
- Cyprinodon esconditus Strecker, 2002
- Cyprinodon eximius Girard, 1859
- Cyprinodon fontinalis Smith y Miller, 1980
- Cyprinodon higuey Rodriguez y Smith, 1990
- Cyprinodon hubbsi Carr, 1936
- Cyprinodon inmemoriam Lozano-Vilano y Contreras-Balderas, 1993
- Cyprinodon julimes De la Maza-Benignos y Vela-Valladares, 2009
- Cyprinodon labiosus Humphries y Miller, 1981
- Cyprinodon laciniatus Hubbs y Miller, 1942
- Cyprinodon latifasciatus Garman, 1881
- Cyprinodon longidorsalis Lozano-Vilano y Contreras-Balderas, 1993
- Cyprinodon macrolepis Miller, 1976
- Cyprinodon macularius Baird y Girard, 1853
- Cyprinodon maya Humphries y Miller, 1981
- Cyprinodon meeki Miller, 1976
- Cyprinodon nazas Miller, 1976
- Cyprinodon nevadensis Eigenmann y Eigenmann, 1889
- Cyprinodon nichollsi Smith, 1989
- Cyprinodon pachycephalus Minckley y Minckley, 1986
- Cyprinodon pecosensis Echelle y Echelle, 1978
- Cyprinodon pisteri Miller y Minckley, 2002
- Cyprinodon radiosus Miller, 1948
- Cyprinodon riverendi (Poey, 1860)
- Cyprinodon rubrofluviatilis Fowler, 1916
- Cyprinodon salinus Miller, 1943
- Cyprinodon salvadori Lozano-Vilano, 2002
- Cyprinodon simus Humphries y Miller, 1981
- Cyprinodon suavium Strecker, 2005
- Cyprinodon tularosa Miller y Echelle, 1975
- Cyprinodon variegatus Lacepède, 1803
- Cyprinodon verecundus Humphries, 1984
- Cyprinodon veronicae Lozano-Vilano y Contreras-Balderas, 1993